# Pizzagate összeesküvés-elmélet

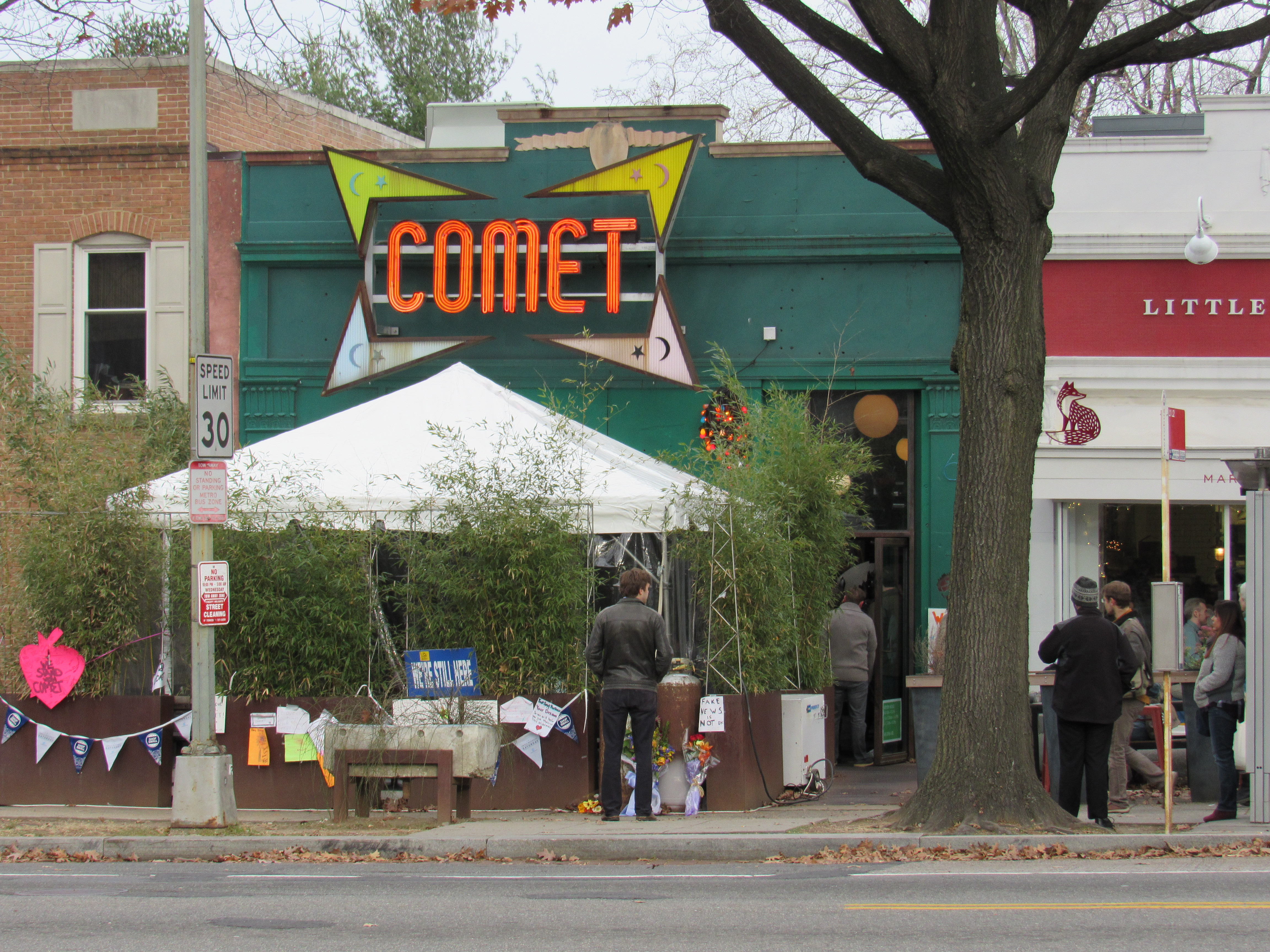
A Pizzagate támogatói a Comet Ping Pongot (a képen) egy kitalált gyermekprostitúciós hálózathoz kötötték

A Pizzagate egy összeesküvés-elmélet, amely az 2016-os amerikai elnökválasztási kampány során vált virálissá, és amely hamisan az állította, hogy a New York-i rendőrség (NYPD) Anthony Weiner e-mailjeinek átkutatásakor felfedezett egy pedofil hálózatot, amelynek tagjai a Demokrata Párt tagjai voltak. Számos szervezet, köztük a washingtoni rendőrség is, széles körben cáfolta ezt az elméletet.
John Podesta, Hillary Clinton kampányfőnökének személyes e-mail fiókját 2016 márciusában egy spear phishing támadás során feltörték. A WikiLeaks 2016 novemberében publikálta az e-maileket. A Pizzagate összeesküvés-elmélet hívei hamisan állították, hogy az e-mailek kódolt üzeneteket tartalmaznak, amelyek több magas rangú Demokrata Párt-tisztviselőt és amerikai éttermet kapcsolnak össze egy állítólagos emberkereskedelemmel és gyermekprostitúcióval. Az egyik állítólagosan érintett létesítmény a Comet Ping Pong pizzéria volt Washingtonban.
Az alternatív jobboldal tagjai, konzervatív újságírók és mások, akik Clinton büntetőeljárás alá vonását szorgalmazták a nem kapcsolódó magán e-mail szerver használata miatt, terjesztették az összeesküvés-elméletet olyan közösségi médiumokon, mint a 4chan, a 8chan, a Reddit és a Twitter. Válaszul egy észak-karolinai férfi a Comet Ping Pongba utazott, hogy kivizsgálja az összeesküvést, és a keresés során puskával lőtt az étteremben, hogy feltörje a raktárszoba ajtajának zárját. Ezenkívül az étterem tulajdonosa és személyzete halálos fenyegetéseket kapott az összeesküvés-elmélet híveitől.
A Pizzagate-et általában a QAnon összeesküvés-elmélet elődjének tekintik. Ez egy másik összeesküvés-elméletet is generált, a Frazzledrip-et, amely szerint Hillary Clinton részt vett egy gyermek rituális meggyilkolásában. A Pizzagate 2020-ban újjáéledt, főként a QAnon miatt. Míg kezdetben csak a szélsőjobboldal terjesztette, azóta a TikTokon is elterjedt, „akik egyébként nem illenek a jobboldali összeesküvés-elméletek híveinek sablonjába: a TikTokon a Pizzagate legnagyobb terjesztői egyébként többnyire a virális táncmozdulatok és a Black Lives Matter témák iránt érdeklődnek”. Az összeesküvés-elmélet továbbfejlődött, és kevésbé lett pártpolitikai jellegű, kevésbé hangsúlyozva Clinton szerepét, helyét inkább egy állítólagos, gyermekeket szexuális célokra áruló világméretű elit vette át.

## Eredete

### Genesis
2016. október 30-án egy fehér felsőbbrendűséget hirdető Twitter-fiók, amely szerint egy zsidó new yorki ügyvéd működteti, hamisan állította, hogy a New York-i Rendőrség (NYPD) Anthony Weiner e-mailjeinek átkutatásakor felfedezett egy pedofil hálózatot, amelynek tagjai között demokratapárti politikusok is vannak. 2016 októberében és novemberében a WikiLeaks közzétette John Podesta e-mailjeit. Az összeesküvés-elmélet hívei elolvasták az e-maileket, és azt állították, hogy azok pedofíliára és emberkereskedelemre utaló kódszavakat tartalmaznak. A hívei azt is állították, hogy a Comet Ping Pong, egy washingtoni pizzéria, sátáni rituális visszaélések találkozóhelye volt.
A Watergate-botrányról elnevezett történet később hamis híroldalakon jelent meg, kezdve a Your News Wire-rel, amely egy korábbi 4chan-bejegyzést idézett. A Your News Wire cikkét később Trump-párti weboldalak terjesztették, köztük a SubjectPolitics.com, amely hozzáadta azt az állítást, hogy a New York-i rendőrség razziát tartott Hillary Clinton ingatlanában. A Conservative Daily Post egy címsorban azt állította, hogy az FBI megerősítette az összeesküvés-elméletet.

### Terjedés a közösségi médiában
A BBC szerint a vádak a 2016-os amerikai elnökválasztás előtt néhány nappal terjedtek el a „mainstream interneten”, miután egy Reddit-felhasználó közzétett egy Pizzagate-re vonatkozó „bizonyítékot” tartalmazó dokumentumot. Az eredeti Reddit-bejegyzés, amelyet november 4. és 21. között eltávolítottak, a Comet Ping Pong részvételét állította:

„Mindenki, aki kapcsolatban áll az üzlettel, félig nyíltan, félig tréfásan, félig szarkasztikusan utal a kiskorúakkal való szexre. Az üzletnek dolgozó és vele együttműködő művészek is csak kultikus képeket hoznak létre a testtel való szakításról, vérről, lefejezésekről, szexről és természetesen pizzáról.”

A történetet más hamis hírekkel foglalkozó weboldalak is felvették, mint például az InfoWars, a Planet Free Will és a The Vigilant Citizen, és olyan alternatív jobboldali aktivisták népszerűsítették, mint Mike Cernovich, Brittany Pettibone és Jack Posobiec. További népszerűsítők voltak David Seaman, a TheStreet.com korábbi írója, a CBS46 műsorvezetője, Ben Swann, a kosárlabdázó Andrew Bogut, a Minecraft alkotója, Markus „Notch” Persson, valamint a The Epoch Times német kiadása, egy szélsőjobboldali, a Fálun Gonghoz kapcsolódó újság. December 30-án, amikor Bogut térdsérüléséből lábadozott, a Reddit /r/The Donald közösségének tagjai hamis elméletet terjesztettek, miszerint sérülése összefüggésben állt a Pizzagate-ügy támogatásával. Jonathan Albright, az Elon Egyetem médiaelemző tanársegédje szerint a Pizzagate-ről szóló tweetek aránytalanul nagy része Csehországból, Ciprusról és Vietnámból érkezett, és a leggyakrabban retweetelők között voltak botok is.
A Reddit /r/The_Donald közösség tagjai létrehozták a /r/pizzagate subredditot, hogy tovább fejlesszék az összeesküvés-elméletet. A subredditot 2016. november 23-án tiltották be, mert megsértette a Reddit anti-doxing politikáját, miután a felhasználók közzétették az állítólagos összeesküvéshez kapcsolódó személyek személyes adatait. A Reddit ezt követően közleményt adott ki, amelyben kijelentette: „Nem akarunk boszorkányüldözést a webhelyünkön”. A Reddit betiltása után a vita a Voat v/pizzagate aloldalára költözött, amely egy mára már megszűnt, szélsőjobboldali tartalmakra szakosodott Reddit-klón volt.
A Pizzagate néhány támogatója, köztük David Seaman és Michael G. Flynn (Michael Flynn fia), a összeesküvés-elméletet egy szélesebb körű, „Pedogate” nevű kormányzati összeesküvéssé fejlesztette tovább. Ezen elmélet szerint az Új Világrend „sátáni elitjei” nemzetközi gyermekkereskedelmi hálózatokat működtetnek.
2020 júniusára az összeesküvés-elmélet újult népszerűségre tett szert a TikTokon, ahol a #Pizzagate címkével ellátott videók több mint 80 millió megtekintést értek el (lásd a vonatkozó részt)..

## Étteremtulajdonosok és alkalmazottak zaklatása

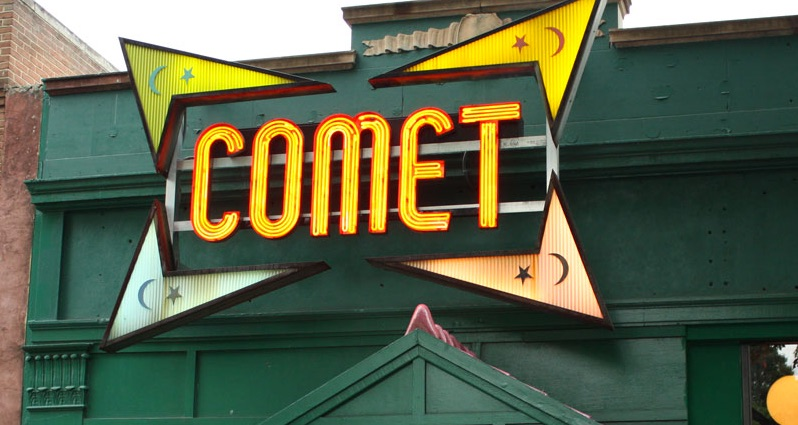
A Comet Ping Pong pizzériát több száz ember fenyegette meg, akik hittek a Pizzagate összeesküvés-elméletben

A Pizzagate elterjedésével a Comet Ping Pong több száz fenyegetést kapott az elmélet híveitől. Az étterem tulajdonosa, James Alefantis a The New York Timesnak így nyilatkozott: „Ezen az őrült, kitalált összeesküvés-elmélet miatt folyamatos támadásoknak vagyunk kitéve. Napok óta nem csinálok mást, csak próbálom tisztázni a helyzetet, és megvédeni a személyzetemet és a barátaimat a terrorizálástól.”
Néhány híve azonosította Alefantis Instagram-fiókját, és az ott közzétett fotók közül néhányat az összeesküvés bizonyítékaként mutattak be. A bemutatott képeken szereplők közül sokan a Comet Ping Pong Facebook-oldalát kedvelő barátok és családtagok voltak. Egyes esetekben a képeket nem kapcsolódó weboldalakról vették át, és Alefantis sajátjaiként tüntették fel. Az étterem tulajdonosait és alkalmazottait zaklatták és fenyegették a közösségi oldalakon, a tulajdonos pedig halálos fenyegetéseket kapott. Az étterem Yelp-oldalát a webhely üzemeltetői zárolták, hivatkozva arra, hogy a vélemények „inkább a híradásoktól, mint a véleményezők személyes fogyasztói tapasztalataitól vezéreltek”.

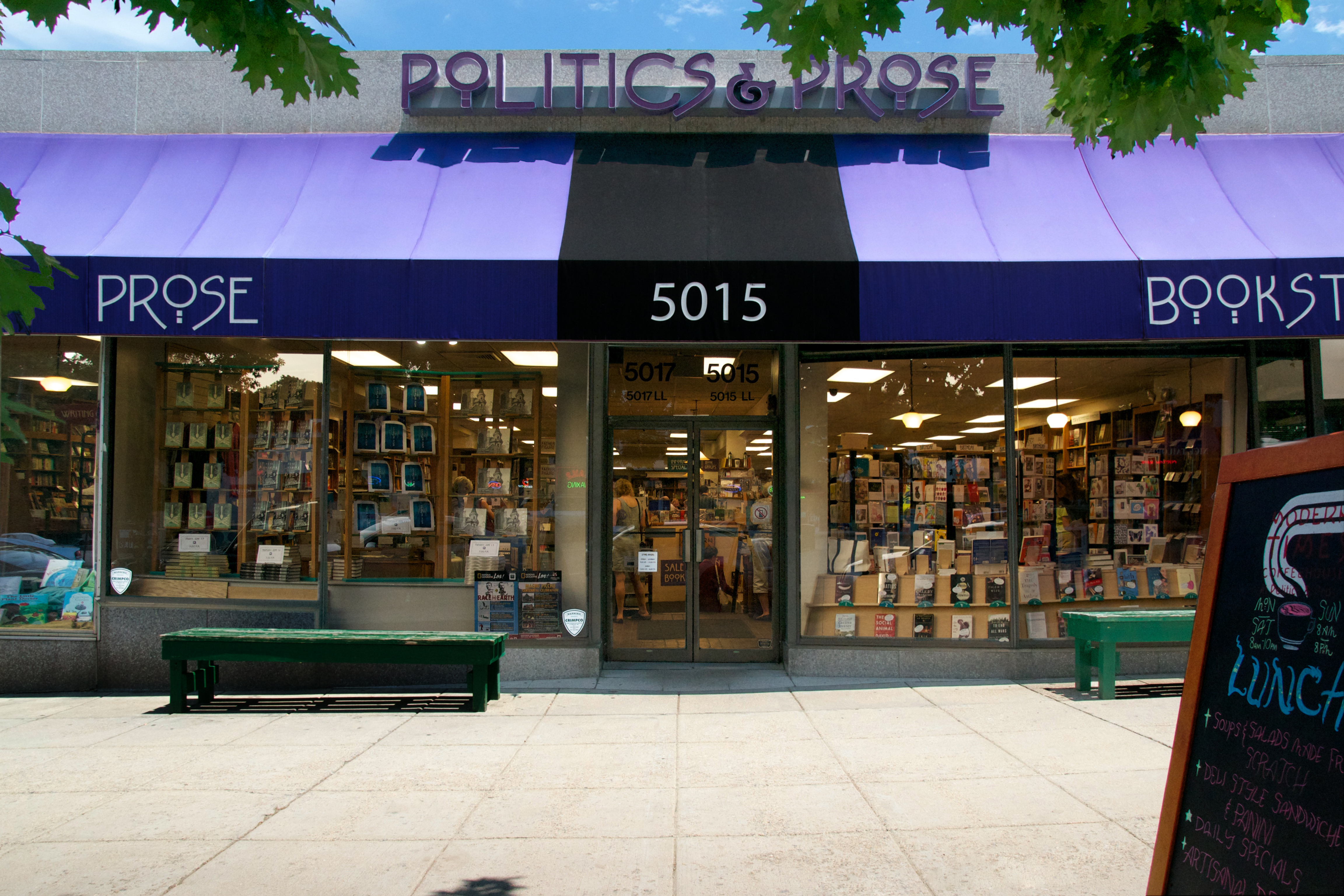
A Politics and Prose azon washingtoni vállalkozások közé tartozott, amelyeket szintén zaklattak a Pizzagate összeesküvés-elmélet miatt

Több zenekar is zaklatásnak volt kitéve, amelyek a pizzériában léptek fel. Például Amanda Kleinman a Heavy Breathing zenekarból törölte Twitter-fiókját, miután negatív kommenteket kapott, amelyek őt és zenekarát összekapcsolták az összeesküvés-elmélettel. Egy másik zenekar, a Sex Stains, lezárta YouTube-videóinak kommentjeit, és videóinak leírásában foglalkozott a vitával. Arrington de Dionyso művész, aki évekkel a vita előtt festett egy falfestményt a pizzériában, részletesen leírta az ellene irányuló zaklatási kampányt, és általánosságban a támadásokról azt mondta: „Úgy gondolom, hogy ez egy nagyon szándékos támadás, amely végül mindenféle szabad véleménynyilvánítás ellen irányuló összehangolt támadás lesz.” Az ügyet összehasonlították a Gamergate zaklatási kampánnyal.
A Pizzagate-hez kapcsolódó zaklatás a Comet Ping Pongon túl más közeli washingtoni üzletekre is kiterjedt, például a Comettől három házzal arrébb található Besta Pizza-ra, a Little Red Fox kávézóra, a Politics and Prose könyvesboltra és a Terasol francia bisztróra. Ezek az üzletek nagy mennyiségű fenyegető és ijesztő telefonhívást kaptak, köztük halálos fenyegetéseket, és online zaklatásnak is ki voltak téve. A Little Red Fox és a Terasol társtulajdonosai rendőrségi feljelentést tettek.
A brooklyni Roberta's étterem is belekeveredett a csalásba, zaklató telefonhívásokat kapott, köztük egy ismeretlen személytől, aki azt mondta egy alkalmazottnak, hogy „vérzeni fog és megkínozzák”. Az étterem akkor került a botrányba, amikor egy mára már eltávolított YouTube-videó a közösségi média fiókjaikról származó képeket használt fel, hogy azt sugallja, ők is részesei a hamis szexhálózatnak. Mások aztán a közösségi médiában terjesztették a vádakat, azt állítva, hogy „a Clinton család imádja a Roberta's-t”.
Az austini East Side Pies étterem egyik szállítóautóját megrongálták egy becsmérlő felirattal, és online zaklatás célpontjává vált, amiért állítólag részt vett a Pizzagate-ügyben, és kapcsolatai voltak a Központi Hírszerző Ügynökséggel és az Illuminátusokkal.
A Szövetségi Nyomozóiroda 2017 márciusában a 2016-os amerikai elnökválasztásokba való lehetséges orosz beavatkozás kivizsgálásának részeként nyomozást indított a Pizzagate-hez kapcsolódó fenyegetések ügyében.

## Frazzledrip
2018-ban felmerült egy kapcsolódó összeesküvés-elmélet, az úgynevezett „Frazzledrip” (néha „Frazzled.rip” írásmóddal), amely szerint Anthony Weiner ellopott laptopjáról egy „extrém snuff film” került elő, és az a dark weben keringett. A történet szerint a „Frazzled.rip” nevű fájl Weiner számítógépén egy „life insurance” (magyar nyelven: „életbiztosítás”) nevű mappában volt elrejtve: a fájlban található videóban állítólag Hillary Clinton és Huma Abedin egy fiatal lányon nemi erőszakot követ el, majd meggyilkolják egy sátánista rituálé során, végül megisszák a lány adrenokrómban gazdag vérét, és „felváltva viselik a kislány letépett arcát, mint egy maszkot”.
Állítólag a videóból származó képkockák is keringtek, hogy alátámasszák ezeket az állításokat: a Snopes szerint ezek közül néhány kép egy 2018. április 1-jén közzétett YouTube-videóból származott, egy másik pedig egy washingtoni indiai étterem weboldaláról, és az étterem tulajdonosát ábrázolta, akiről azt állították, hogy maszkot visel. Több száz YouTube-videó népszerűsítette ezeket a hamis állításokat, és az állítások két évvel később, 2020-ban is továbbra is nemzetközi szinten keringtek a QAnon csoportokban.